# Victeur (évêque)
Ne doit pas être confondu avec Victor de Marseille.
Pour les articles homonymes, voir Victeur.
Victeur (ou Victor ou Victoire, en latin Victurius) (422-490) est le premier évêque historique du Maine. Il aurait siégé pendant 40 ans 7 mois et 16 jours.

## Biographie
Selon l’Histoire des évêques du Maine, Victeur aurait été directement choisi par saint Martin : « il [saint Martin] aperçut près de la ville, Victeur dans sa vigne, occupé à son travail et à célébrer les louanges de Dieu par le chant des psaumes. Dieu révéla dès lors à saint Martin que cet homme devait succéder à saint Liboire » (p. 24)[réf. incomplète]. Il eut une activité importante sur le plan régional, prenant part à l’élection de l’évêque d’Angers, entretint des rapports épistolaires avec ses collègues. Il fit installer au Mans des reliques (des frères Gervais et Protais) que saint Martin avait rapporté de Milan, répara et agrandit l’église-mère et la cathédrale primitive.

## Postérité
Grégoire de Tours raconte comment il arrêta d’un signe de croix un incendie, et son pouvoir thaumaturgique (il guérissait les malades, chassait les démons, rendait la vue aux aveugles…). Avec Victeur, la communauté chrétienne apparaît davantage au grand jour et peut se développer franchement autour d’évêques.
La commune où Victeur s'est installé en tant qu'ermite porte aujourd'hui le nom de La Chaussée-Saint-Victor (Loir-et-Cher).